# آماندا لی
آماندا لی (انگلیسی: AmaLee؛ زادهٔ ۱۳ مارس ۱۹۹۲) خواننده، صدا پیشه، و یوتیوبر است.